# مولن، الیه

شهر مولن (به فرانسوی: Moulins) که با نام مولن-سور-الیه (Moulins-sur-Allier) نیز شناخته می‌شود در شهرستان الیه در ناحیه اوورنی با جمعیت ۲۰٬۵۹۹ نفر در کشور فرانسه واقع شده‌است. این شهر پایتخت قدیمی بوربن‌ها (Duché de Bourbon) بود.

## مشاهیر
- تئودور دو بانویل  (۱۸۲۳–۱۸۹۱)، شاعر و نمایشنامه‌نویس
- کوکو شنل، طراح مد، به عنوان یک خواننده کاباره شروع کرد
- فیلیپ ان‌دیورو، فوتبالیست
- ‌ استفان ریساشه، بسکتبالیست
- مارشال ویلار (۱۶۵۳–۱۷۳۴), ژنرال نظامی فرانسوی